# 串間市コミュニティバス

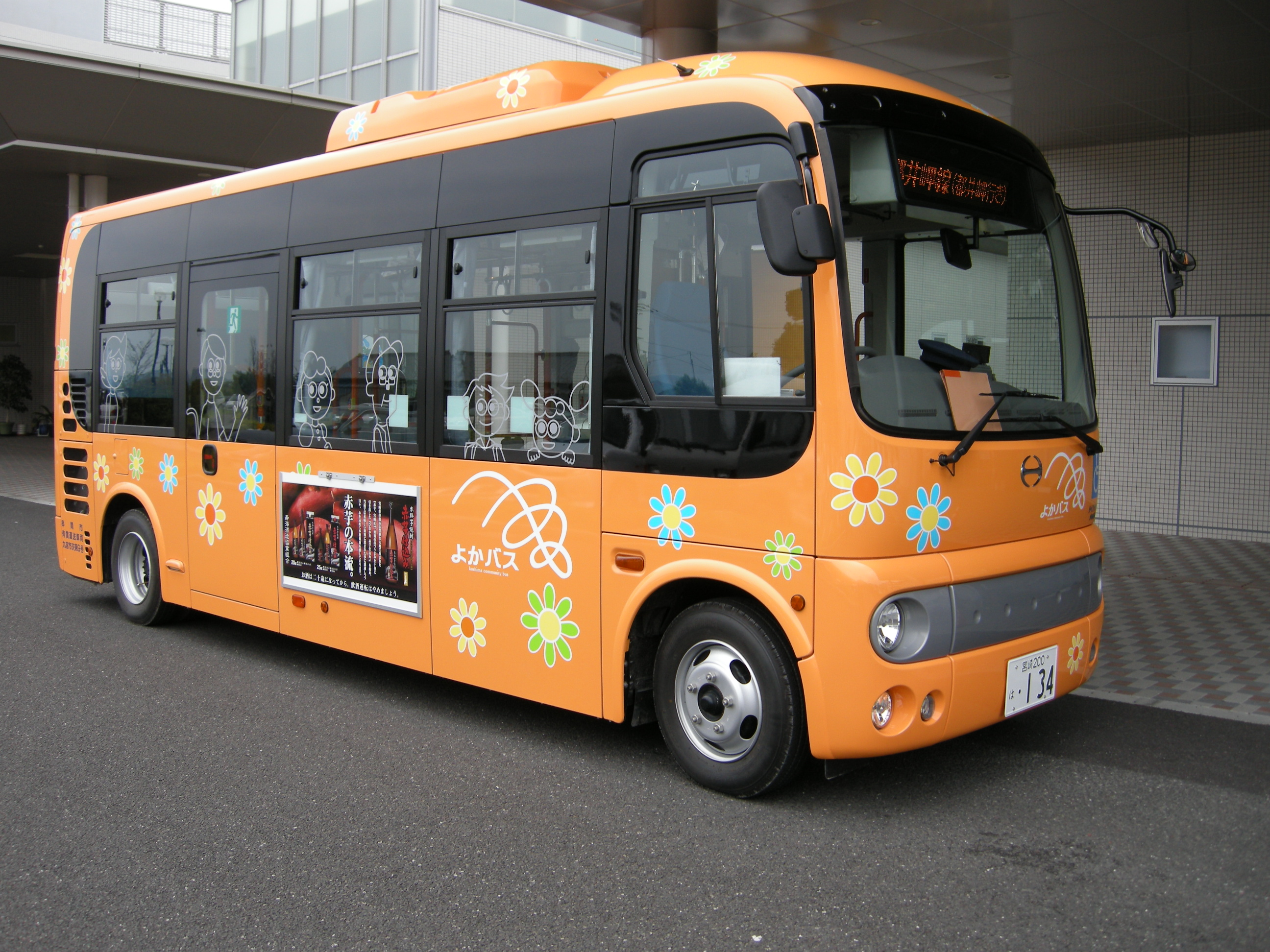
よかバスの車両（日野・ポンチョ）

串間市コミュニティバス（くしましコミュニティバス）は、宮崎県串間市が運行するコミュニティバス（自治体バス）である。愛称は「よかバス」。この項ではそれに並行したデマンド型乗り合いタクシー「よかタク」についても記述する。
2008年（平成20年）10月1日運行開始。宮崎県の乗合タクシー路線に対する補助金廃止の方針 を受け、これまで宮交タクシーに委託して運行してきた市内の乗合タクシー9路線を廃止、15路線のコミュニティバスに置き換えた。
運行形態は自家用自動車（白ナンバー車）による有償運送である。運行事業者は指定管理者制度により選定し、宮交タクシーが指定管理者となっている。
大束・北方方面の一部路線の午後の便は串間市運営のデマンド型乗り合いタクシー「よかタク」に置き換えられている。

## 沿革
- 2008年（平成20年）10月1日 - 運行開始。
- 2009年（平成21年）7月15日 -ダイヤ改正。
- 2019年（令和元年）8月7日 ‐ 運行情報がGoogle マップで検索・表示可能になる。[5]

## 運賃・乗車券類
- 市街地循環線100円、集落往復線（市街地循環線以外の路線）200円、1日フリーパス400円
- 小学生は半額、未就学生は無料

出典:

## 路線
以下は2024年8月現在の情報。
都井岬線・串間温泉線

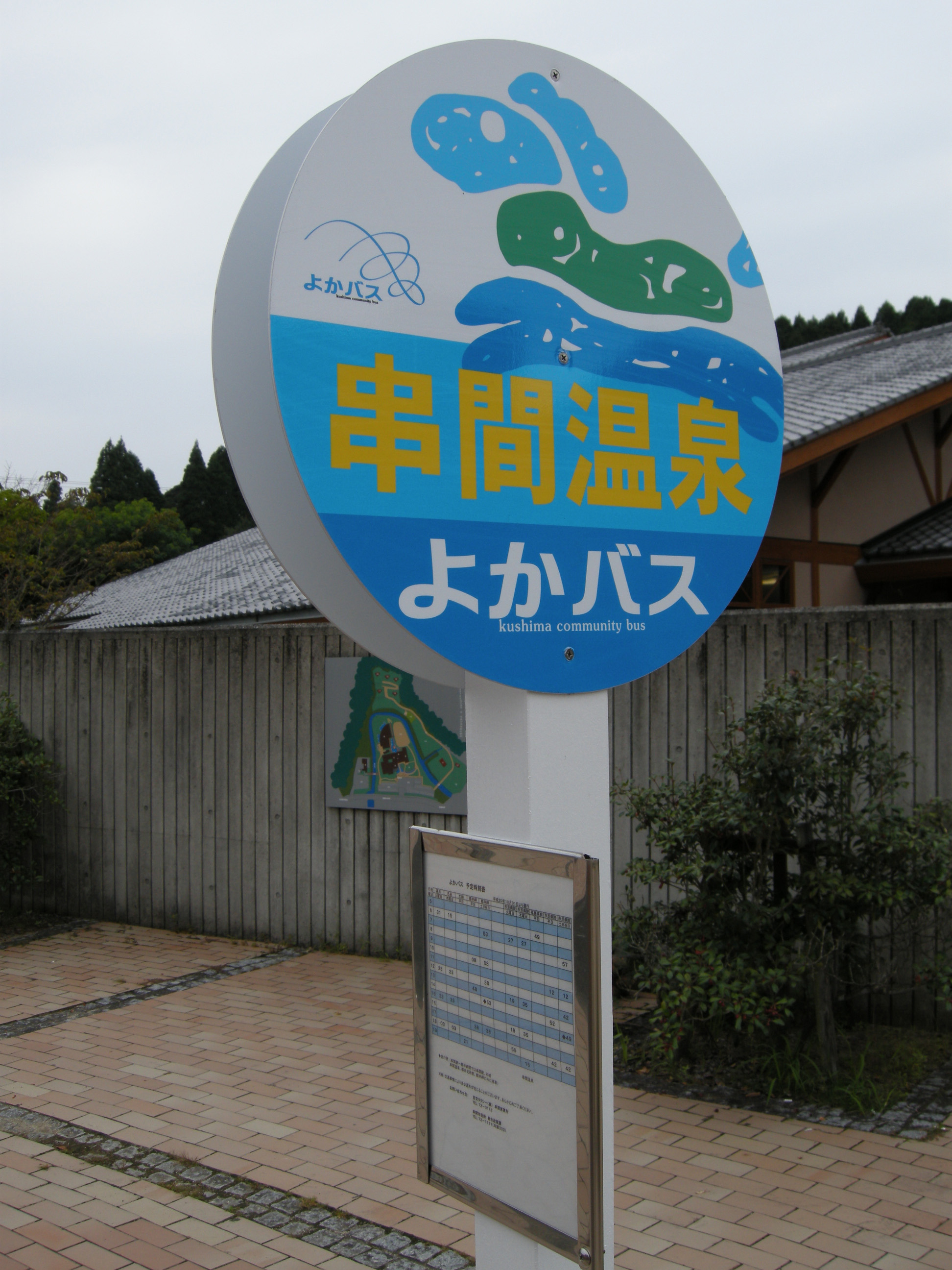
よかバスのバス停

- 毎日の運行、1日4往復。8:33串間駅発の便のみ串間温泉線として串間温泉までの運行となる。

高校線
- 平日のみ運行、1日2往復。福島高校の高校生の通学を目的としているため、朝の福島高校から大納へ向かう便、夕方のそれと逆の便はノンストップであり、実質的な回送運用である。

### 名谷黒井線
- 火曜・木曜のみ運行、1日3往復。

永田線
- 月曜・金曜のみ運行、1日3往復。

遍保ヶ野線
- 水曜のみ運行、1日3往復。

市木線
- 水曜のみ運行。1日3便運行されているが、市木地区を各地周回して日南市南郷町側からの宮崎交通の便に接続させる運行形態のため、ダイヤ上の運行経路は複雑である。

鯛取線
- 月曜・木曜のみ運行、1日3往復。

奈留線
- 水曜のみ運行、1日2往復。午後は串間市の運行するデマンド型乗り合いタクシーの利用となる。

三ヶ平線
- 火曜のみ運行、1日2往復。午後は串間市の運行するデマンド型乗り合いタクシーの利用となる。

風野線
- 金曜のみ運行、1日2往復。午後は串間市の運行するデマンド型乗り合いタクシーの利用となる。

上大矢取線
- 月曜、木曜のみ運行、1日2往復。午後は串間市の運行するデマンド型乗り合いタクシーの利用となる。

高松線
- 火曜のみ運行、1日3往復。

古竹線
- 月曜、木曜のみ運行、1日2往復。

市街地循環線
- 毎日の運行。南回り(西浜、今町方面)、北回り(上町、北方方面)ともに平日8便、休日6便。土曜、日曜のみ南回りが高松駅、イルカランド、今町駅に経由する。

## 車両
- 日野・ポンチョ（31人乗り、2扉車）1台と、トヨタ・ハイエース（15人乗り）1台が使用されている。

## デマンド型乗り合いタクシー「よかタク」
- 大束地区及び北方・福島地区の一部のバス停で利用できる。
- 令和4年度より実証実験が開始され、令和7年までは続く模様。
- 祝日を含む平日に午後2時、午後4時または5時の二便運行する。
- 利用前に串間市役所へ「利用登録申請書」を提出し、「利用者登録カード」が発行される。
- 利用する１週間から前日の利用する便の発車時刻30分前までに、予約専用の電話番号に予約する必要がある。

料金は以下の通り。すべて片道・一人あたりの利用料金である。なお、小学生は半額、未就学児は無料となる。
| 利用地区                             | 料金  |
| ------------------------------------ | ----- |
| 大束地区内                           | 300円 |
| 福島・北方地区内                     | 200円 |
| 大束地区と福島・北方地区をまたぐ移動 | 500円 |

出典: